# Danh sách đĩa đơn quán quân Hot 100 năm 1963 (Mỹ)

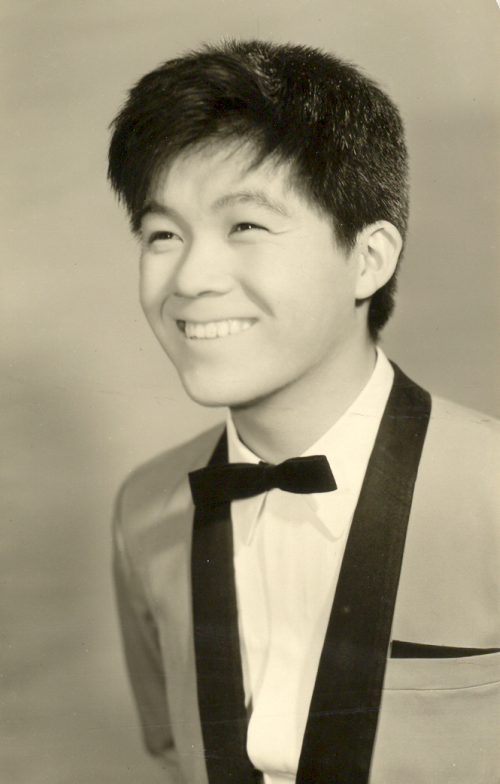
Kyu Sakamoto đạt vị trí số 1 năm 1963 với ca khúc Ue o muite arukou tại Hoa Kỳ, trở thành ca khúc tiếng Nhật đầu tiên và duy nhất làm được điều này.

| Best performing single of 1963 | Chỉ thị đĩa đơn trình diễn hay nhất năm 1963 Ca khúc nguyên bản #1 năm 1963 "Surfin' U.S.A." của The Beach Boys chưa bao giờ đứng đầu bảng xếp hạng tuần. |

| Vị trí | Ngày phát hành | Ca khúc                    | Ca sĩ                          | Tham khảo            |
| ------ | -------------- | -------------------------- | ------------------------------ | -------------------- |
| 82     | January 5      | "Telstar"                  | The Tornados                   | [ 1 ]                |
| 83     | January 12     | "Go Away Little Girl"      | Steve Lawrence                 | [ 2 ]                |
| 83     | January 19     | "Go Away Little Girl"      | Steve Lawrence                 | [ 3 ]                |
| 84     | January 26     | "Walk Right In"            | The Rooftop Singers            | [ 4 ]                |
| 84     | February 2     | "Walk Right In"            | The Rooftop Singers            | [ 5 ]                |
| 85     | February 9     | "Hey Paula"                | Paul & Paula                   | [ 6 ]                |
| 85     | February 16    | "Hey Paula"                | Paul & Paula                   | [ 7 ]                |
| 85     | February 23    | "Hey Paula"                | Paul & Paula                   | [ 8 ]                |
| 86     | March 2        | "Walk Like a Man"          | The Four Seasons               | [ 9 ]                |
| 86     | March 9        | "Walk Like a Man"          | The Four Seasons               | [ 10 ]               |
| 86     | March 16       | "Walk Like a Man"          | The Four Seasons               | [ 11 ]               |
| 87     | March 23       | "Our Day Will Come"        | Ruby & the Romantics           | [ 12 ]               |
| 88     | March 30       | "He's So Fine"             | The Chiffons                   | [ 13 ]               |
| 88     | April 6        | "He's So Fine"             | The Chiffons                   | [ 14 ]               |
| 88     | April 13       | "He's So Fine"             | The Chiffons                   | [ 15 ]               |
| 88     | April 20       | "He's So Fine"             | The Chiffons                   | [ 16 ]               |
| 89     | April 27       | "I Will Follow Him"        | Little Peggy March             | [ 17 ]               |
| 89     | May 4          | "I Will Follow Him"        | Little Peggy March             | [ 18 ]               |
| 89     | May 11         | "I Will Follow Him"        | Little Peggy March             | [ 19 ]               |
| 90     | May 18         | "If You Wanna Be Happy"    | Jimmy Soul                     | [ 20 ]               |
| 90     | May 25         | "If You Wanna Be Happy"    | Jimmy Soul                     | [ 21 ]               |
| 91     | June 1         | "It's My Party"            | Lesley Gore                    | [ 22 ]               |
| 91     | June 8         | "It's My Party"            | Lesley Gore                    | [ 23 ]               |
| 92     | June 15        | "Sukiyaki"                 | Kyu Sakamoto                   | [ 24 ]               |
| 92     | June 22        | "Sukiyaki"                 | Kyu Sakamoto                   | [ 25 ]               |
| 92     | June 29        | "Sukiyaki"                 | Kyu Sakamoto                   | [ 26 ]               |
| 93     | July 6         | "Easier Said Than Done"    | The Essex                      | [ 27 ]               |
| 93     | July 13        | "Easier Said Than Done"    | The Essex                      | [ 28 ]               |
| 94     | July 20        | "Surf City"                | Jan and Dean                   | [ 29 ]               |
| 94     | July 27        | "Surf City"                | Jan and Dean                   | [ 30 ]               |
| 95     | August 3       | "So Much in Love"          | The Tymes                      | [ 31 ]               |
| 96     | August 10      | "Fingertips"               | Little Stevie Wonder           | [ 32 ]               |
| 96     | August 17      | "Fingertips"               | Little Stevie Wonder           | [ 33 ]               |
| 96     | August 24      | "Fingertips"               | Little Stevie Wonder           | [ 34 ]               |
| 97     | August 31      | "My Boyfriend's Back"      | The Angels                     | [ 35 ]               |
| 97     | September 7    | "My Boyfriend's Back"      | The Angels                     | [ 36 ]               |
| 97     | September 14   | "My Boyfriend's Back"      | The Angels                     | [ 37 ]               |
| 98     | September 21   | "Blue Velvet"              | Bobby Vinton                   | [ 38 ]               |
| 98     | September 28   | "Blue Velvet"              | Bobby Vinton                   | [ 39 ]               |
| 98     | October 5      | "Blue Velvet"              | Bobby Vinton                   | [ 40 ]               |
| 99     | October 12     | "Sugar Shack"              | Jimmy Gilmer and the Fireballs | [ 41 ] [ 42 ] [ 43 ] |
| 99     | October 19     | "Sugar Shack"              | Jimmy Gilmer and the Fireballs | [ 44 ]               |
| 99     | October 26     | "Sugar Shack"              | Jimmy Gilmer and the Fireballs | [ 45 ]               |
| 99     | November 2     | "Sugar Shack"              | Jimmy Gilmer and the Fireballs | [ 46 ]               |
| 99     | November 9     | "Sugar Shack"              | Jimmy Gilmer and the Fireballs | [ 47 ]               |
| 100    | November 16    | "Deep Purple"              | Nino Tempo & April Stevens     | [ 48 ]               |
| 101    | November 23    | "I'm Leaving It Up to You" | Dale & Grace                   | [ 49 ]               |
| 101    | November 30    | "I'm Leaving It Up to You" | Dale & Grace                   | [ 50 ]               |
| 102    | December 7     | "Dominique"                | The Singing Nun                | [ 51 ]               |
| 102    | December 14    | "Dominique"                | The Singing Nun                | [ 52 ]               |
| 102    | December 21    | "Dominique"                | The Singing Nun                | [ 53 ]               |
| 102    | December 28    | "Dominique"                | The Singing Nun                | [ 54 ]               |